# Finnische Badmintonmeisterschaft 2025
Die Finnische Badmintonmeisterschaft 2025 fand vom 30. Januar bis zum 1. Februar 2025 in Vantaa statt.

## Medaillengewinner
| Veranstaltung | Gold                          | Silber                            | Bronze                        |
| ------------- | ----------------------------- | --------------------------------- | ----------------------------- |
| Herreneinzel  | Joakim Oldorff                | Kalle Koljonen                    | Rasmus Andersson              |
| Herreneinzel  | Joakim Oldorff                | Kalle Koljonen                    | Joonas Korhonen               |
| Dameneinzel   | Nella Nyqvist                 | Petra Saarnivaara                 | Sai Abhijna Brahmakal         |
| Dameneinzel   | Nella Nyqvist                 | Petra Saarnivaara                 | Emilia Ojala                  |
| Herrendoppel  | Anton Kaisti Joonas Korhonen  | Iikka Heino Robin Jäntti          | Juha Honkanen Eero Lauri      |
| Herrendoppel  | Anton Kaisti Joonas Korhonen  | Iikka Heino Robin Jäntti          | Akseli Aalto Alvar Melleri    |
| Damendoppel   | Nella Nyqvist Jenny Vähäsarja | Pihla Mäkelä Helena Santalahti    | Sarah Asfar Oona Tapola       |
| Damendoppel   | Nella Nyqvist Jenny Vähäsarja | Pihla Mäkelä Helena Santalahti    | Noora Nokkala Iina Suutarinen |
| Mixed         | Anton Kaisti Iina Suutarinen  | Julius von Pfaler Jenny Vähäsarja | Jere Övermark Aino Övermark   |
| Mixed         | Anton Kaisti Iina Suutarinen  | Julius von Pfaler Jenny Vähäsarja | Jesper Paul Oona Tapola       |